# ریفاکسیمین
ریفاکسیمین آنتی بیوتیک است و به صورت خوراکی در درمان اسهال مسافران و و آنسفالوپاتی کبدی استفاده میشود.